# Treason
Treason (bra: Traição) é uma série de televisão de espionagem britânica criada por Matt Charman para o serviço de streaming Netflix. É estrelado por Olga Kurylenko, Oona Chaplin, Ciarán Hinds e Charlie Cox. A série foi lançada em 26 de dezembro de 2022, com cinco episódios.

## Elenco
- Olga Kurylenko como Kara Yusova
- Oona Chaplin como Maddy Lawrence
- Ciarán Hinds como Sir Martin Angelis
- Charlie Cox como Adam Lawrence
- Tracy Ifeachor como Dede Alexander
- Danila Kozlovsky como Lord Anton Melnikov
- Samuel Leakey como Callum Lawrence
- Beau Gadsdon como Ella Lawrence
- Simon Lenagan como Robert Kirby
- Alex Kingston como Audrey Gratz
- Avital Lvova como Irina Belova
- Adam James como Patrick Hamilton

## Lançamento
A série completa foi disponibilizada na Netflix em 26 de dezembro de 2022.

## Recepção
No Rotten Tomatoes, 71% das 14 resenhas dos críticos foram positivas, com uma nota média de 6/10. O consenso do site diz: "Treason pode se levar muito a sério, mas pode emocionar os fãs do gênero de espionagem traiçoeira". Em sua crítica, o The Hollywood Reporter disse: “Treason tem apenas cinco episódios e cada episódio tem menos de 46 minutos, o que o torna um daqueles programas em que a brevidade é a melhor e a pior qualidade".